# Caenacis
Caenacis is een geslacht van vliesvleugeligen uit de familie Pteromalidae. De wetenschappelijke naam van dit geslacht is voor het eerst geldig gepubliceerd in 1856 door Förster.

## Soorten
Het geslacht Caenacis omvat de volgende soorten:
- Caenacis capnopterus (Ratzeburg, 1848)
- Caenacis cupraeus (Provancher, 1881)
- Caenacis espinosai (Brèthes, 1928)
- Caenacis flavipes Masi, 1911
- Caenacis inflexa (Ratzeburg, 1848)
- Caenacis lauta (Walker, 1835)
- Caenacis peroni Kamijo, 1981